# Vibrante múltiple africada alveolar sorda
La vibrante múltiple africada alveolar sorda es un sonido consonántico usado en algunos idiomas hablados, el símbolo que representa a este sonido en el alfabeto fonético internacional es /tr̥/

## Características
- Su modo de articulación es vibrante múltiple y africada, lo que significa que se produce como las dos, la vibrante al dirigir el aire sobre el articulador para que vibre y la africada no sibilante que produzca una turbulencia de aire, y no solo con las cuerdas vocales.
- Es alveolar por su punto de articulación, el sonido se produce con la punta de la lengua colocada en los alvéolos superiores.
- Su fonación es sorda, lo que significa que las cuerdas vocales no vibran durante la articulación.
- Es una consonante oral, lo que significa que se permite que el aire escape solamente a través de la boca.
- Es una consonante central, lo que significa que es producida al dirigir el flujo de aire a lo largo del centro de la lengua, en lugar de a los lados.
- El mecanismo de flujo de aire es pulmonar, lo que significa que es articulada empujando el aire únicamente con los pulmones y el diafragma, como en la mayoría de los sonidos.

## Ocurre en
Este fonema se encuentra presente en el idioma ngkoth